# Mineiros do Tietê
Mineiros do Tietê é um município brasileiro do estado de São Paulo. Sua população, segundo o censo demográfico realizado pelo IBGE em 2022, é de 11.230 habitantes.

## História
O município teve sua origem por volta do ano de 1840, quando muitos comboios de tropeiros saídos das cidades mineiras de Santana do Sapucaí e Alfenas e da cidade goiana de Caldas Novas passaram pela região com o objetivo de tomar posse de terras devolutas. (O mesmo pode-se dizer que aconteceu com os municípios vizinhos de Jaú, Brotas e Dois Córregos). Ao tomar posse dessas terras, formou-se um povoado, que ficou conhecido como bairro dos Mineiros.
Vicente Valério dos Santos, em 1875, a fim de legalizar suas terras, e obter um documento (escritura), doou quatro alqueires à Igreja Católica para constituição de um patrimônio, o que incentivou a construção de uma Capela. Essa capela e patrimônio, em 17 de janeiro de 1891, foram elevados à categoria de Distrito de Paz pertencente ao município de Dois Córregos.
Em 29 de agosto de 1898 pela Lei estadual nº 581, foi elevado à categoria de município com o nome de Mineiros, elegendo administradores municipais, intendente (prefeito) e câmara de vereadores.

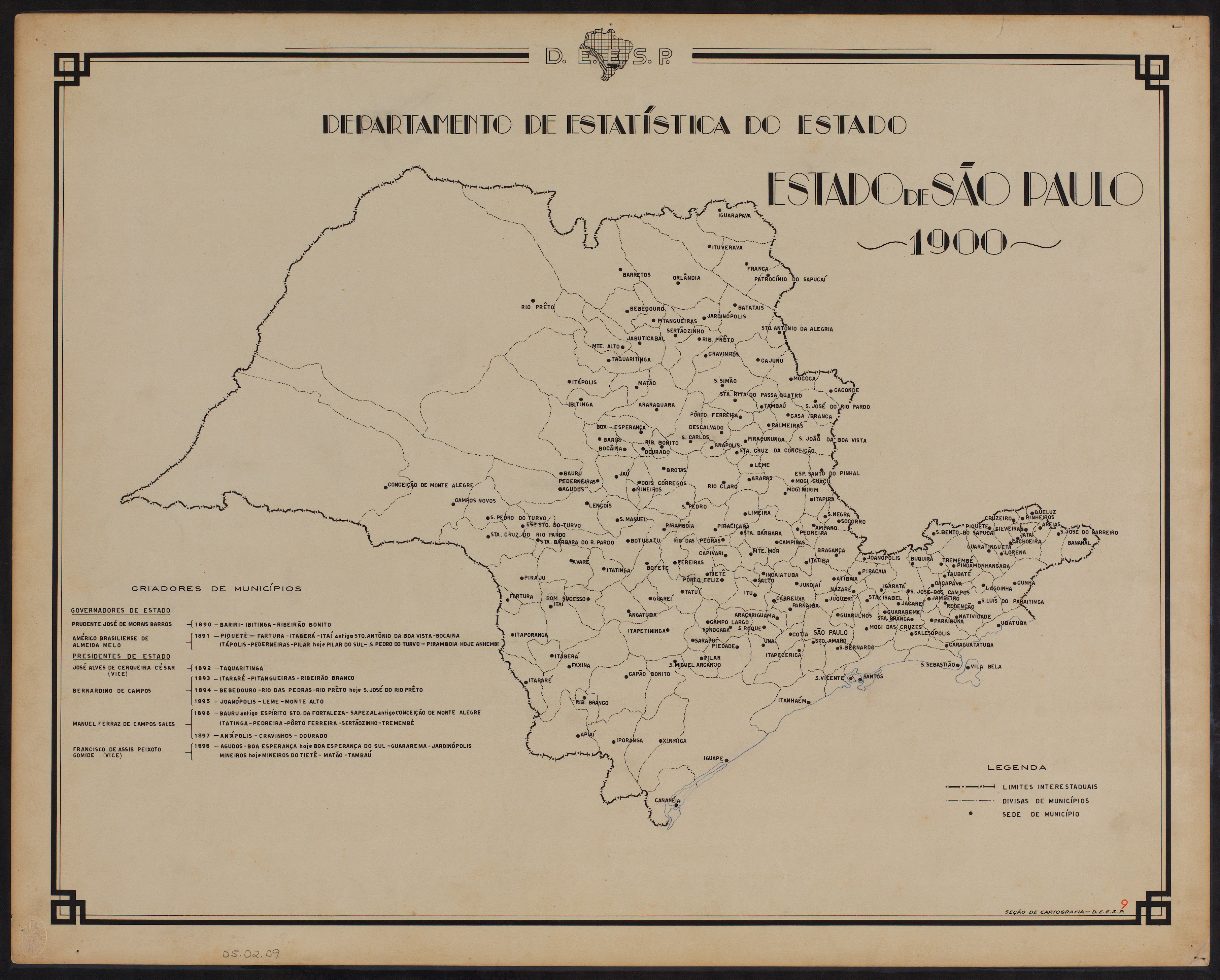
Estado de São Paulo (1900).

Em 1944, através de plebiscito, o município teve modificado seu nome para Mineiros do Tietê, por existir uma outra cidade em Goiás com o mesmo nome e pelo fato de o rio Tietê cortar as terras do município na zona rural.

### Formação territorial-administrativa
Histórico da formação do município:
- Distrito criado com a denominação de Mineiros, no município de Dois Córregos, pelo Decreto nº 121, de 17/01/1891.
- Município criado pela Lei nº 581, de 29/08/1898.
- Denominação alterada para Mineiros do Tietê pelo Decreto-Lei nº 14.334, de 30/11/1944.

## Geografia
Localiza-se a uma latitude 22º24'34" sul e a uma longitude 48º27'02" oeste, estando a uma altitude de 669 metros. Possui uma área de 211,892 km².
Fica no centro geográfico do estado de São Paulo, próximo às cidades de Dois Córregos, 9 km,  Barra Bonita, 13 km,  Jaú, 18 km, São Manuel, 45 km,  Torrinha, 35 km,  Igaraçu do Tietê, 15 km,  Lençóis Paulista, 46 km,  Pederneiras, 45 km  e Bauru 82 km.

### Hidrografia
- Rio Tietê

### Rodovias

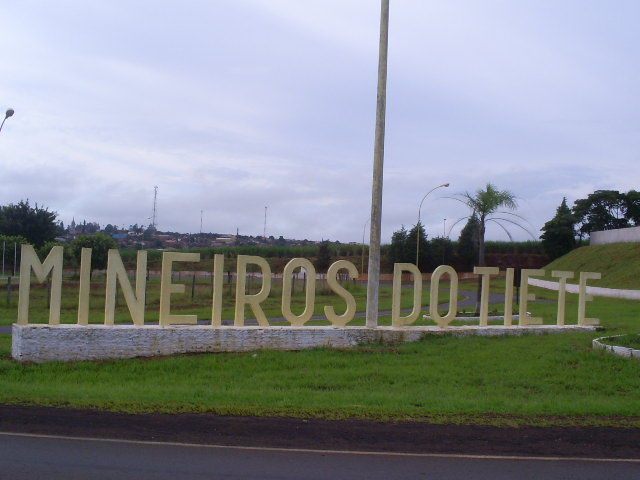
Entrada da cidade.

- SP-304 Rodovia Deputado Amauri Barroso de Sousa

## Demografia

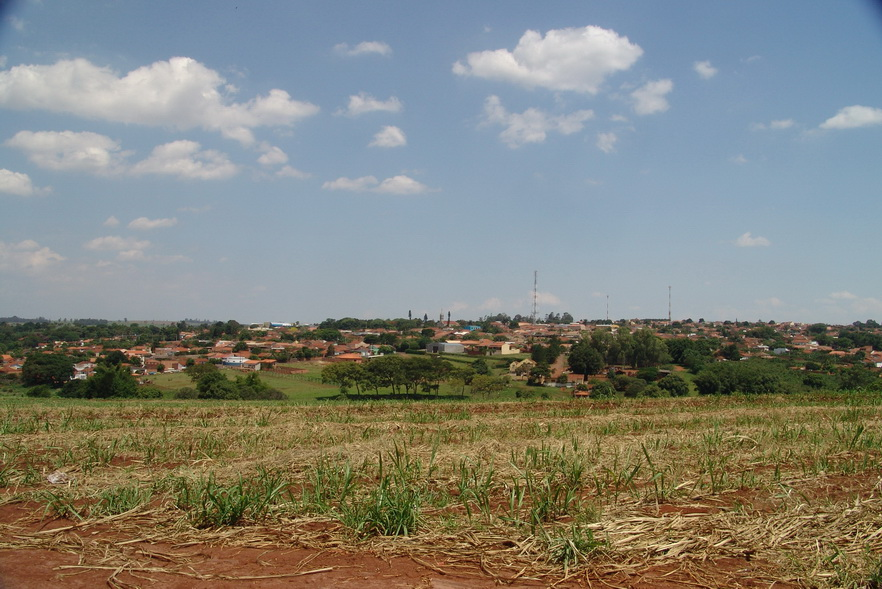
Vista da cidade.

### População
| Crescimento populacional                             | Crescimento populacional | Crescimento populacional | Crescimento populacional |
| Ano                                                  | População Total          |                          | %±                       |
| ---------------------------------------------------- | ------------------------ | ------------------------ | ------------------------ |
| 1900                                                 | 4 733                    |                          | —                        |
| 1910                                                 | 10 094                   |                          | 113,3%                   |
| 1920                                                 | 7 923                    |                          | −21,5%                   |
| 1925                                                 | 8 970                    |                          | 13,2%                    |
| 1934                                                 | 6 409                    |                          | −28,6%                   |
| 1937                                                 | 6 852                    |                          | 6,9%                     |
| 1940                                                 | 6 551                    |                          | −4,4%                    |
| 1946                                                 | 6 333                    |                          | −3,3%                    |
| 1950                                                 | 5 075                    |                          | −19,9%                   |
| 1958                                                 | 5 951                    |                          | 17,3%                    |
| 1960                                                 | 5 379                    |                          | −9,6%                    |
| 1970                                                 | 5 096                    |                          | −5,3%                    |
| 1980                                                 | 6 708                    |                          | 31,6%                    |
| 1991                                                 | 9 467                    |                          | 41,1%                    |
| 2000                                                 | 11 410                   |                          | 20,5%                    |
| 2010                                                 | 12 038                   |                          | 5,5%                     |
| 2022                                                 | 11 230                   |                          | −6,7%                    |
| Est. 2024                                            | 11 349                   | [ 8 ]                    | 1,1%                     |
| Fontes: Censos Demográficos IBGE e Estimativas SEADE |                          |                          |                          |

## Infraestrutura

### Comunicações
O sistema de telefones automáticos foi inaugurado na cidade em 1975 pela Telecomunicações de São Paulo (TELESP), que também implantou o sistema de discagem direta à distância (DDD) em 1980 com o código de área (0146). Anteriormente a cidade era atendida pela Companhia Telefônica Brasileira (CTB).
Na década de 90 o código DDD da cidade foi alterado para (014), para padronização do sistema telefônico com a telefonia celular que estava sendo implantada em todo o estado.

## Religião

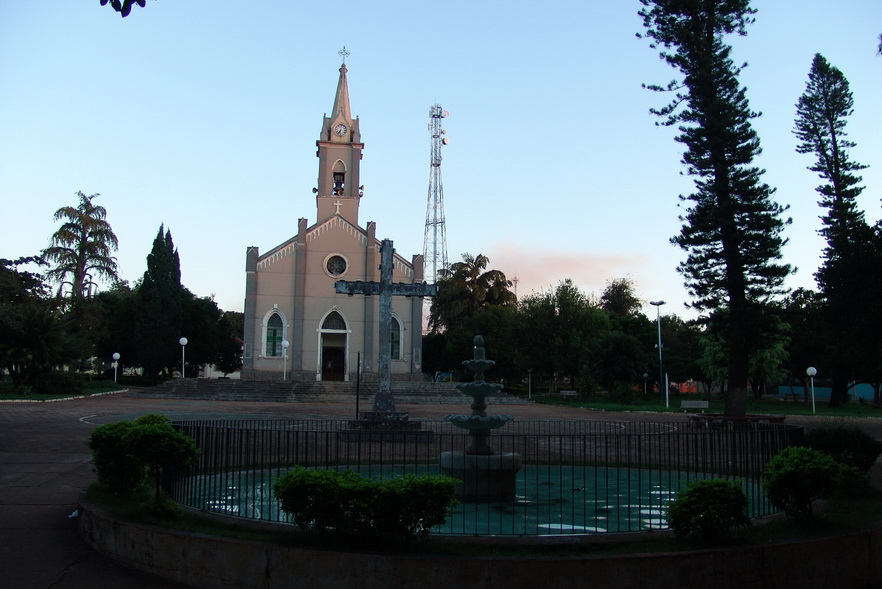
Igreja Matriz.

O Cristianismo se faz presente na cidade da seguinte forma:

### Igreja Católica
O município pertence à Diocese de Jaú (Forania Nossa Senhora das Dores). A paróquia do Senhor Bom Jesus foi erigida canonicamente em 1 de dezembro de 1910.

### Igrejas Evangélicas
Entre as igrejas protestantes históricas, pentecostais e neopentecostais, encontram-se na cidade:
- Assembleia de Deus Ministério do Belém.[20][21]
- Congregação Cristã no Brasil.[22]